# دبکا فایل
دبکا فایل (عبری: תיק דבקה‎) یک وبسایت اطلاعاتی نظامی اسرائیلی مستقر در شهر اورشلیم است که به ارائه تفسیر و تجزیه و تحلیل در مورد تروریسم، اطلاعات، امنیت ملی و روابط نظامی و بین‌المللی با تمرکز ویژه بر خاورمیانه می‌پردازد. این وبسایت به دو زبان انگلیسی و عبری در دسترس می‌باشد. 
واژه «دبکا» یا دبکه به یک رقص عامیانه عربی اشاره دارد.